# Землетрясение в Кермане (2010)
Землетрясение магнитудой 5,4 произошло 31 июля 2010 года в 06:52:57 (UTC) на юге Ирана, в 33,5 км к юго-востоку от Бардсир (остан Керман). Гипоцентр землетрясения располагался на глубине 4,0 километров. Интенсивность землетрясения составила VII по шкале Меркалли.
В результате землетрясения в остане Керман была нарушена телефонная связь, 1 человек погиб, 30 человек получили ранения. Экономический ущерб составил 12,02 млн долларов США.

## Тектонические условия региона
Не менее четырёх основных тектонических плит (Аравийская платформа, Евразийская плита, Индостанская плита и Африканская плита) и один меньший тектонический блок (Анатолийская плита) ответственны за сейсмичность и тектонику на Ближнем Востоке и в окружающем регионе. Геологическое развитие региона является следствием ряда плитно-тектонических процессов первого порядка, которые включают субдукцию, крупномасштабную трансформацию, сжатие горных пород и расширение земной коры.
На востоке в тектонике преобладает столкновение Индостанской плиты с Евразийской, приводящее к подъёму горных цепей Гималаев, Каракорума, Памира и Гиндукуша. Под Памиром и горами Гиндукуша на севере Афганистана землетрясения происходят на глубине до 200 км в результате остаточной литосферной субдукции. Вдоль западного края Индостанской плиты относительное движение между Индией и Евразией происходит в форме сдвигов, взбросов, и наклонного скольжения, в результате чего образуется складчато-надвиговый пояс Сулеймановых гор, а также основной разлом Чаман в Афганистане.
У южного побережья Пакистана и Ирана жёлоб Макран является поверхностным выражением активной субдукции Аравийской плиты под Евразию. К северо-западу от этой зоны субдукции столкновение между двумя плитами образует складчатые пояса длиной около 1500 км и складчато-надвиговый пояс гор Загрос, которые пересекают весь западный Иран и распространяются в северо-восточном Ираке.
В тектонике в восточном средиземноморском регионе преобладают сложные взаимодействия между плитами Африки, Аравии и Евразии и блоком Анатолии. Доминирующими структурами в этом регионе являются: Рифт Красного моря — центр расширения земной коры между Африканской и Аравийской плитами; Рифт Мёртвого моря — крупный разлом со смещением по простиранию, в котором также происходит относительное движение между Африканской и Аравийской плитами; Северо-Анатолийский разлом — правосторонний сдвиговый разлом в северной Турции, обеспечивающий большую часть поступательного движения Анатолийской плиты в западном направлении относительно Евразии и Африки; и Кипрская дуга — конвергентная граница между Африканской плитой на юге и Анатолийской плитой на севере.